# Reinhold Eggers
Reinhold Eggers (* 26. April 1890 in Roklum; † 1974) war ein deutscher Pädagoge, Offizier und Schriftsteller. Bekannt wurde er als Sicherheitsoffizier des Offizierslagers Oflag IV-C auf Schloss Colditz.

## Leben und Wirken
Eggers war der Sohn eines Schmiedemeisters in Roklum. Nach dem Abschluss der Volksschule besuchte er die Präparandenanstalt Weferlingen und das Lehrerseminar Neuhaldensleben. Von 1910 bis 1913 war er Lehrer der einklassigen Schule in Siestedt im Kreis Gardelegen. 1912 bestand er die zweite Lehrerprüfung.
Von April 1913 bis April 1914 diente er als Einjährig-Freiwilliger beim 2. Seebataillon in Wilhelmshaven. Er wurde als Unteroffizier und Reserveoffiziersaspirant entlassen und begann eine Anstellung als Lehrer in Halle an der Saale. Schon am 1. August 1914 mit dem Beginn des Ersten Weltkriegs wieder einberufen, diente er im Marine-Infanterie-Regiment Nr. 1, unter anderem in Flandern und bei der Schlacht an der Somme. Im April 1915 wurde er zum Leutnant befördert. Er erhielt im Mai 1915 das Eiserne Kreuz II. Klasse und 1916 das Eiserne Kreuz I. Klasse und die Hessische Tapferkeitsmedaille. Mit der Demobilisierung kehre er im Dezember 1918 nach Halle zurück.
Von 1919 bis 1932 unterrichtete er hier an der Europaschule Friesenschule. 1929 bestand er das Mittelschullehrer-Examen für Englisch und Französisch. In zwei mehrmonatigen Studienaufenthalten in England studierte er das englische Schulwesen. Ab 1932 war er an der Kloster-Schule in Halle tätig, einer Mittelschule für Jungen. Er verlor diese Stelle 1933, nachdem er als „Internationalist“ denunziert worden war, und durfte seither nur noch an Volksschulen unterrichten.
1929 begann Eggers mit dem Studium der Philosophie und Nationalökonomie an der Universität Halle. 1934 wurde er mit einer von Paul Menzer betreuten Dissertation über Reformpädagogik in Großbritannien zum Dr. phil. promoviert.

### Colditz

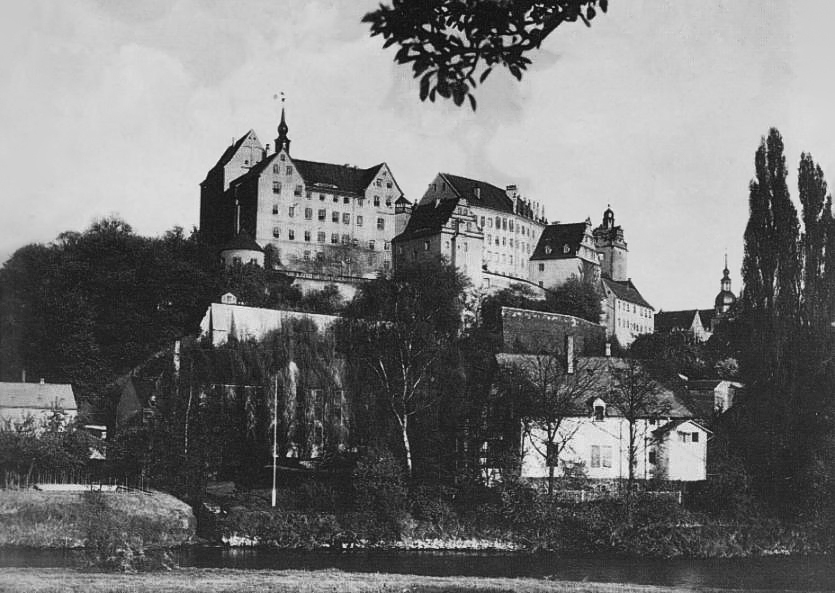
Schloss Colditz 1945

Mit dem Beginn des Zweiten Weltkriegs wurde Eggers als Reserveleutnant reaktiviert. Wegen seiner Sprachkenntnisse wurde er zunächst als Dolmetscher im Oflag IV A auf Burg Hohnstein (Sächsische Schweiz) eingesetzt. Am 22. November 1940 erhielt er seine Versetzung nach Schloss Colditz. Er blieb hier, inzwischen zum Sicherheitsoffizier und stellvertretenden Kommandanten aufgestiegen, bis zum Kriegsende.
Als Sicherheitsoffizier war es seine Aufgabe, die vielfältigen Ausbruchsversuche zu verhindern, für die Colditz später berühmt wurde. Er legte eine umfangreich Dokumentation der gelungenen und missglückten Fluchtversuche an.

### Nach Kriegsende
Nach der Befreiung von Colditz durch die US-Armee kehrte Eggers nach Halle zurück und nahm seine Anstellung als Lehrer zunächst wieder auf. Er wurde jedoch bald darauf von der sowjetischen Militäradministration verhaftet und zu zehn Jahren Zwangsarbeit verurteilt. Von Dezember 1946 bis Januar 1950 war er Gefangener im Speziallager Nr. 7 Sachsenhausen und dann bis Dezember 1955 im Fort Zinna in Torgau.
Nach seiner Freilassung nahm er Kontakt mit ehemaligen Insassen von Colditz auf und besuchte einige von ihnen in Großbritannien. 1961 erschien die erste Auflage seines Buches Colditz – the German story und 1973 eine von ihm zusammengestellte Sammlung von Ausbruchsberichten. Er zog in die Nähe des Bodensees, wo er 1974 starb.

## Werke
- Vom Viktorianischen Zeitalter zur Gegenwart. Eine Untersuchung der pädagogischen Reformbewegung in England.  Halle: Akad. Verlag 1935; Zugl.: Halle, Phil. Diss. 1934.
- Colditz - the German story. 1961, mehrere Neuauflagen ISBN 184415536-6.
- Escape From Colditz: 16 First-Hand Accounts. Compiled by Reinhold Eggers. Edited by John Watton. London: Robert Hale, 1973.